# Anders Ågren (politiker)
Anders Ågren, född 1972, är moderaternas förbundsordförande i Västerbotten och oppositionsråd i Umeå kommun. Han sitter även med i Sveriges Kommuner och Landstings styrelse.

## Uppmärksamhet i media
Ågren blev nationellt uppmärksammad när han avslöjade att en spansk konstnär skulle urinera i Umeå som en del av ett konstverk.